# Западная область (Сьерра-Леоне)
За́падная о́бласть (англ. Western Area) — одно из четырёх основных подразделений Сьерра-Леоне.
- Административный центр — город Фритаун, который также является столицей государства.
- Площадь — 557 км², население — 947 122 человека (перепись 2004 года).

## Границы
На северо-востоке граничит с Северной провинцией, на юго-востоке — с Южной провинцией. Большую часть границ Западной области составляет береговая линия Атлантического океана. Западная область — единственная провинция Сьерра-Леоне, не имеющая границы с иностранными государствами.

## Население
В отличие от других трёх провинции Сьерра-Леоне, в Западной области преобладает городское население.

## Административное деление
Административно разделена на два района (округа):
- Фритаунская сельская область,
- Фритаунская городская область.

Административный центр обоих районов — город Фритаун.

## Экономика
Западная область — самая богатая провинция Сьерра-Леоне, она имеет наиболее развитую экономику, служит финансовым и культурным центром страны, а также резиденцией правительства страны.